# یاماگاتا (شهر)

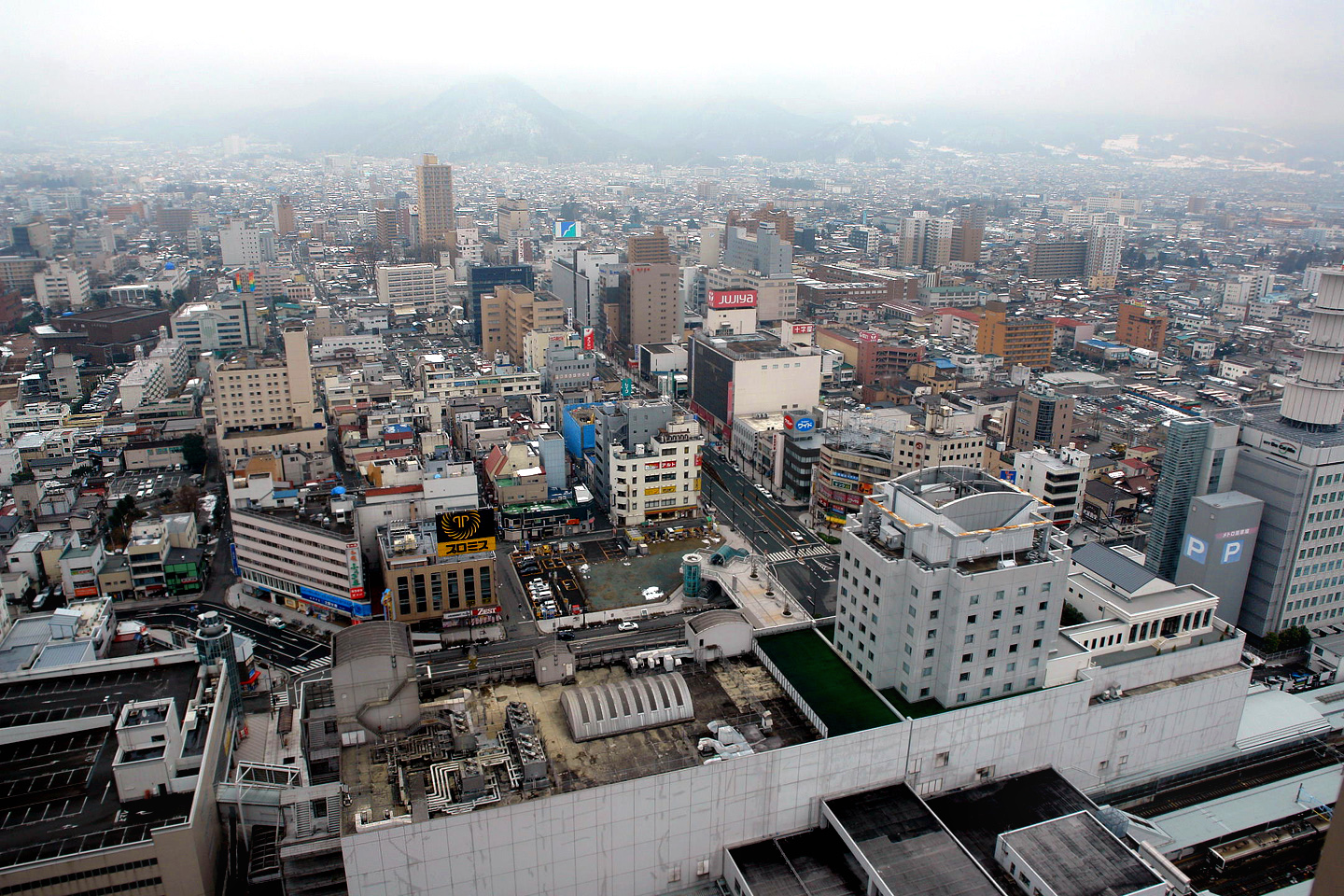
نمایی از شهر یاماگاتا در ژاپن

یاماگاتا (به ژاپنی: 山形市) شهری در کشور ژاپن است. این شهر مرکز استان یاماگاتا است و در جزیره هونشو قرار گرفته است. 
جمعیت این شهر در سال ۲۰۰۳ میلادی برابر ۲۵۵۰۰۰ نفر برآورد شده است.

## نگارخانه

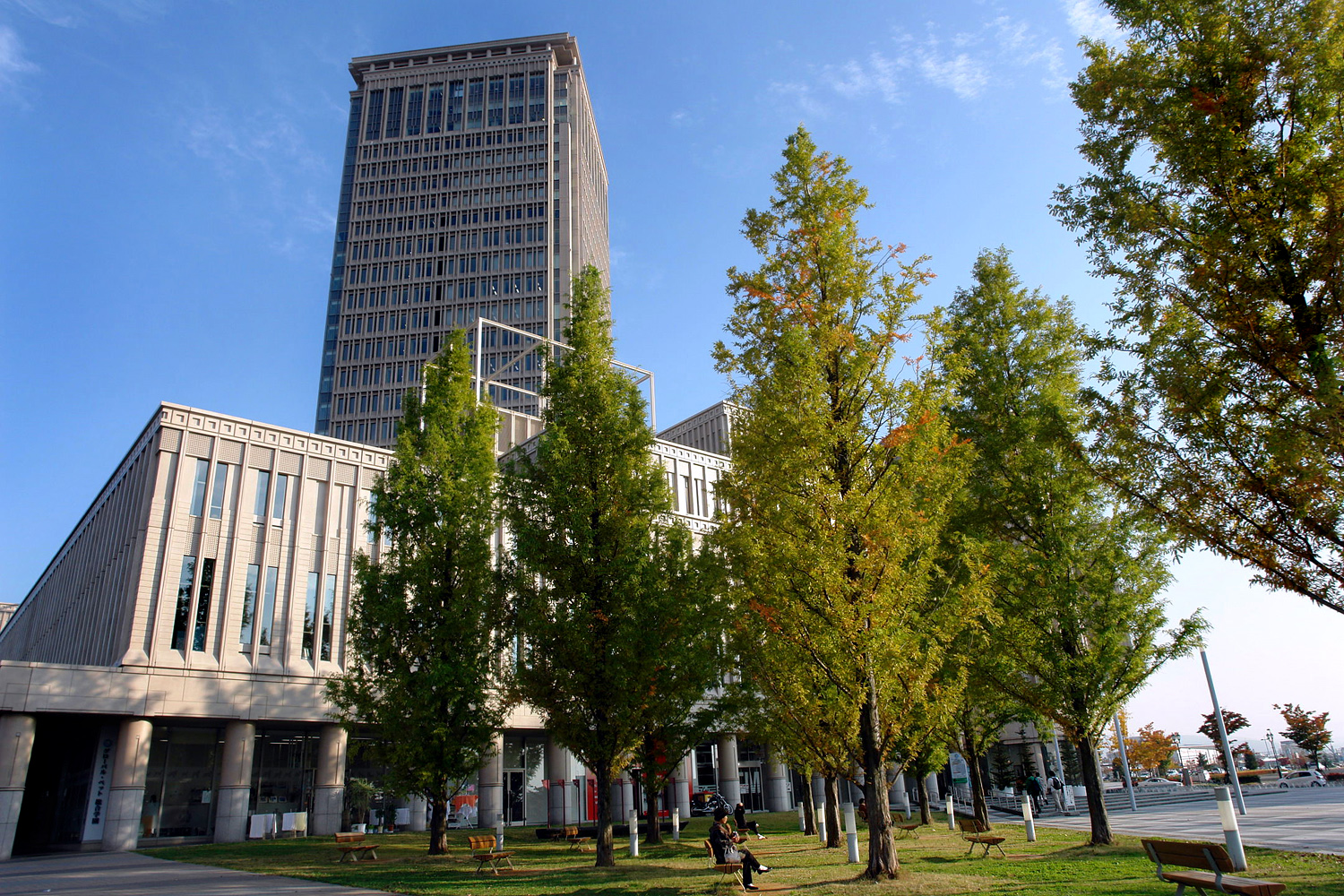
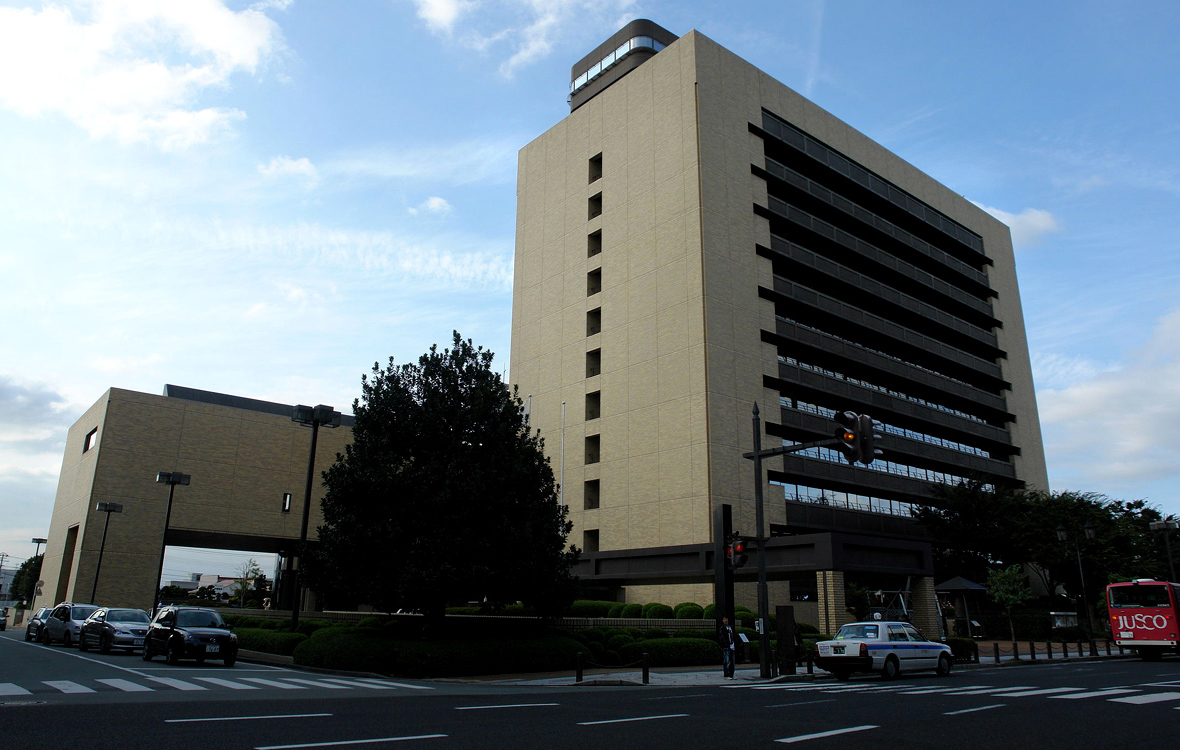
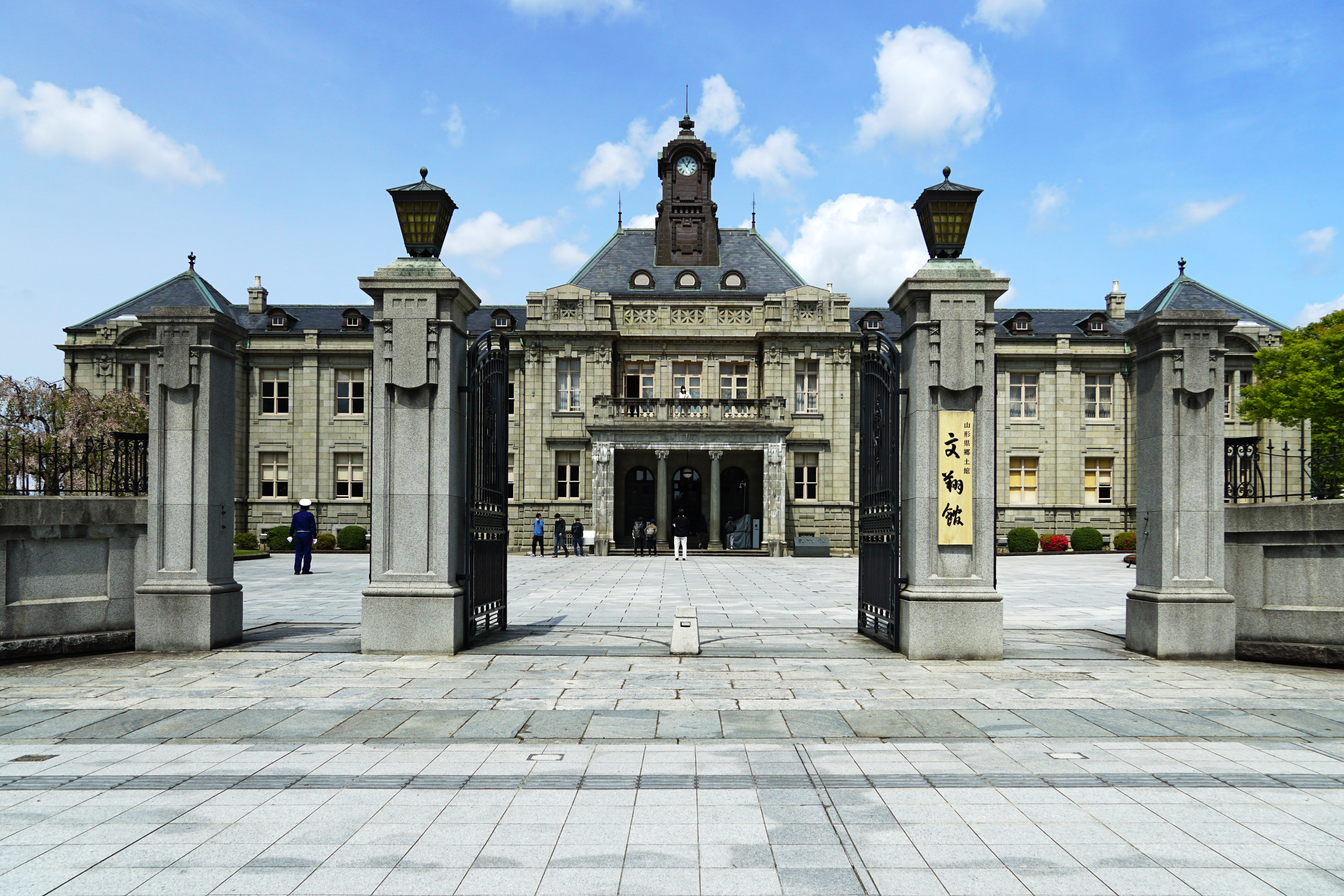
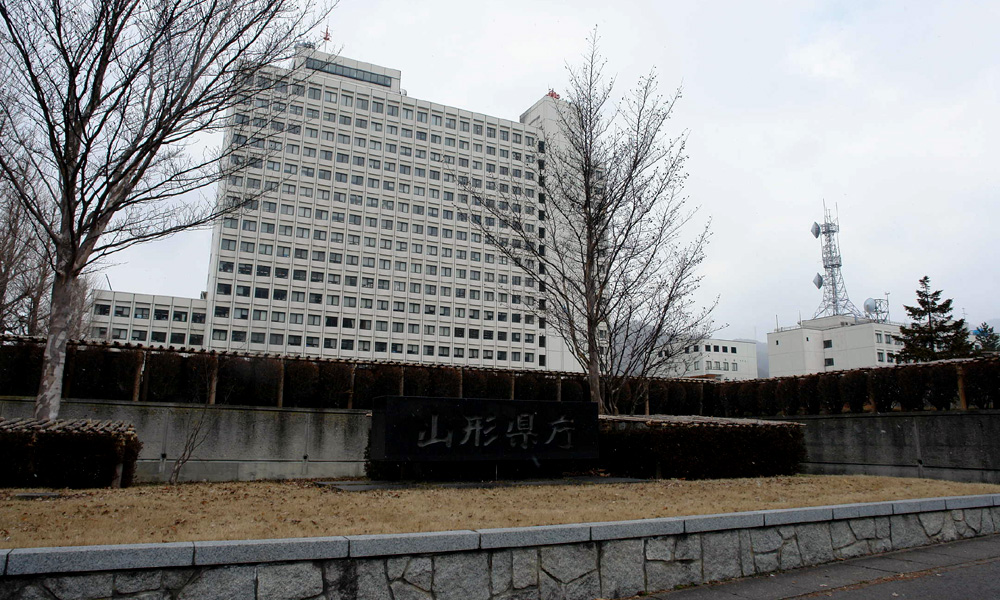
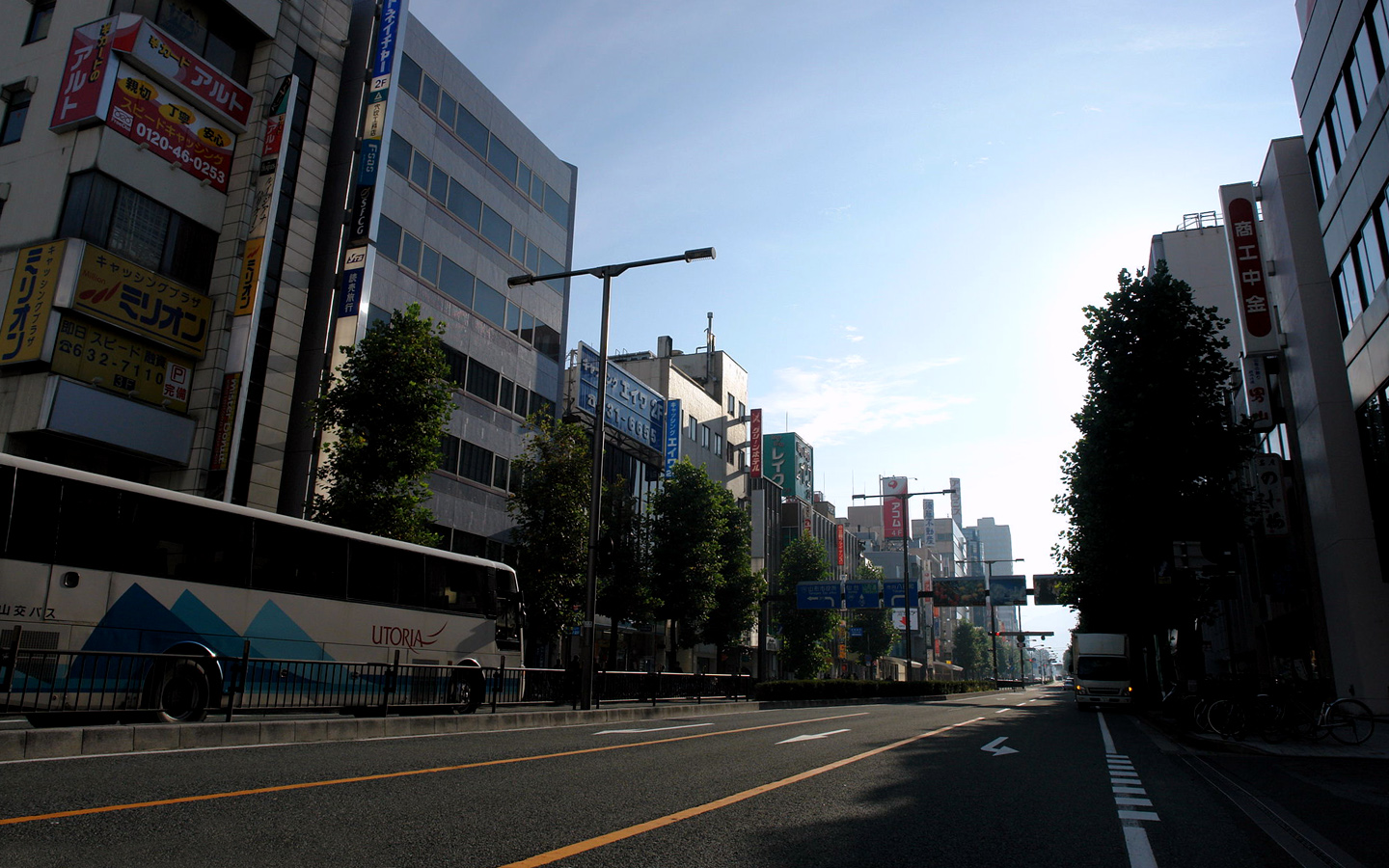
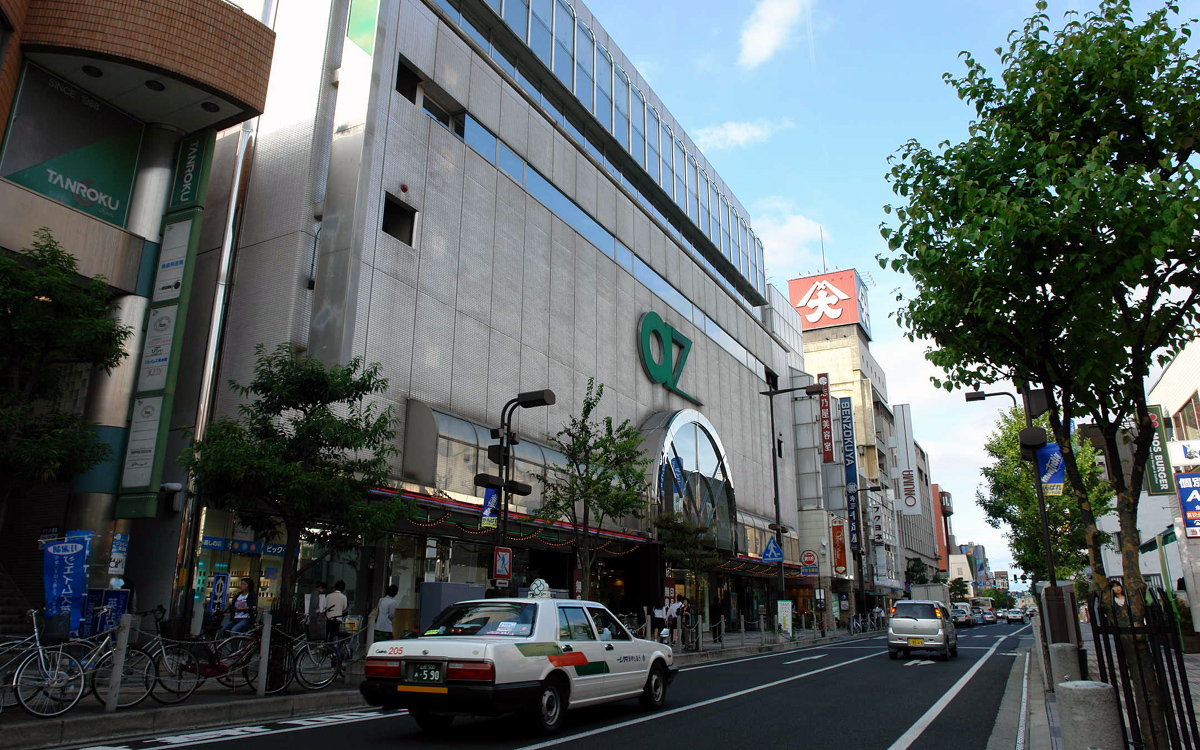
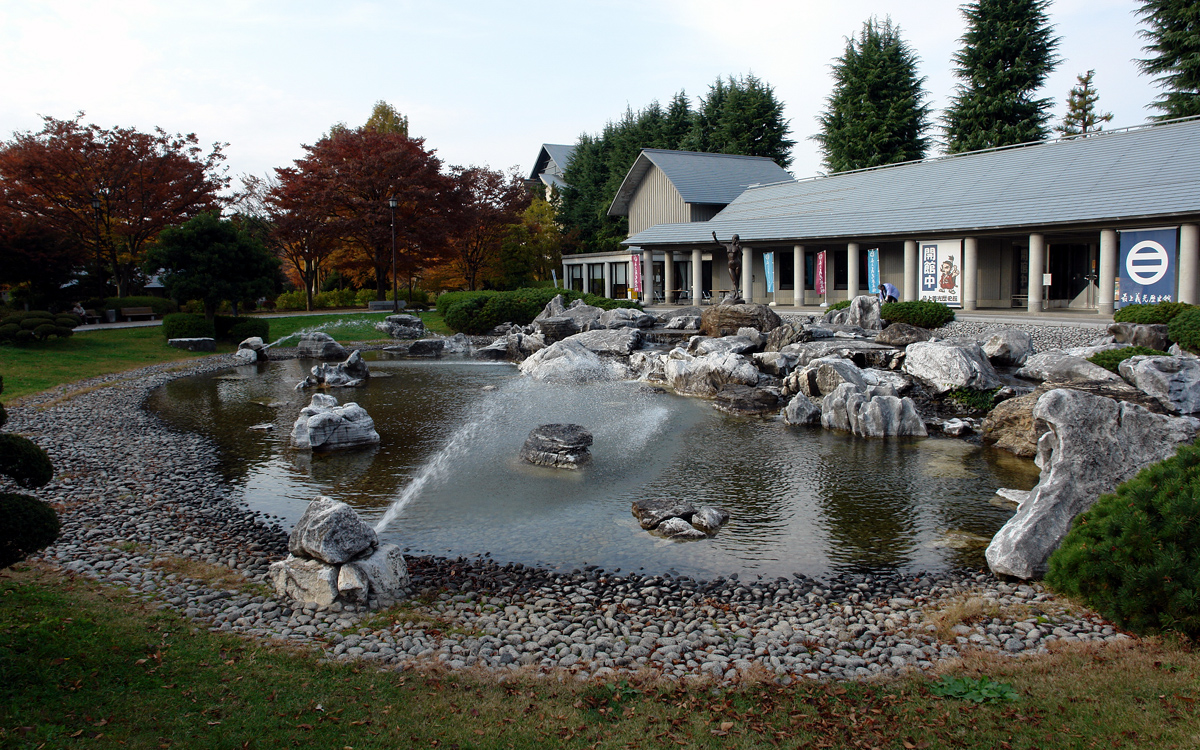
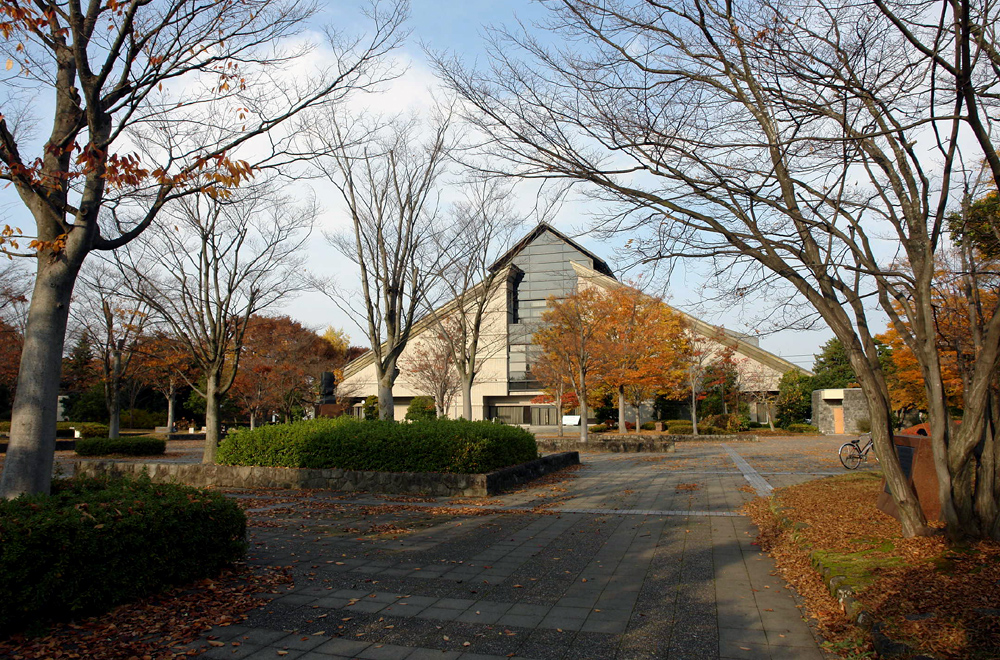
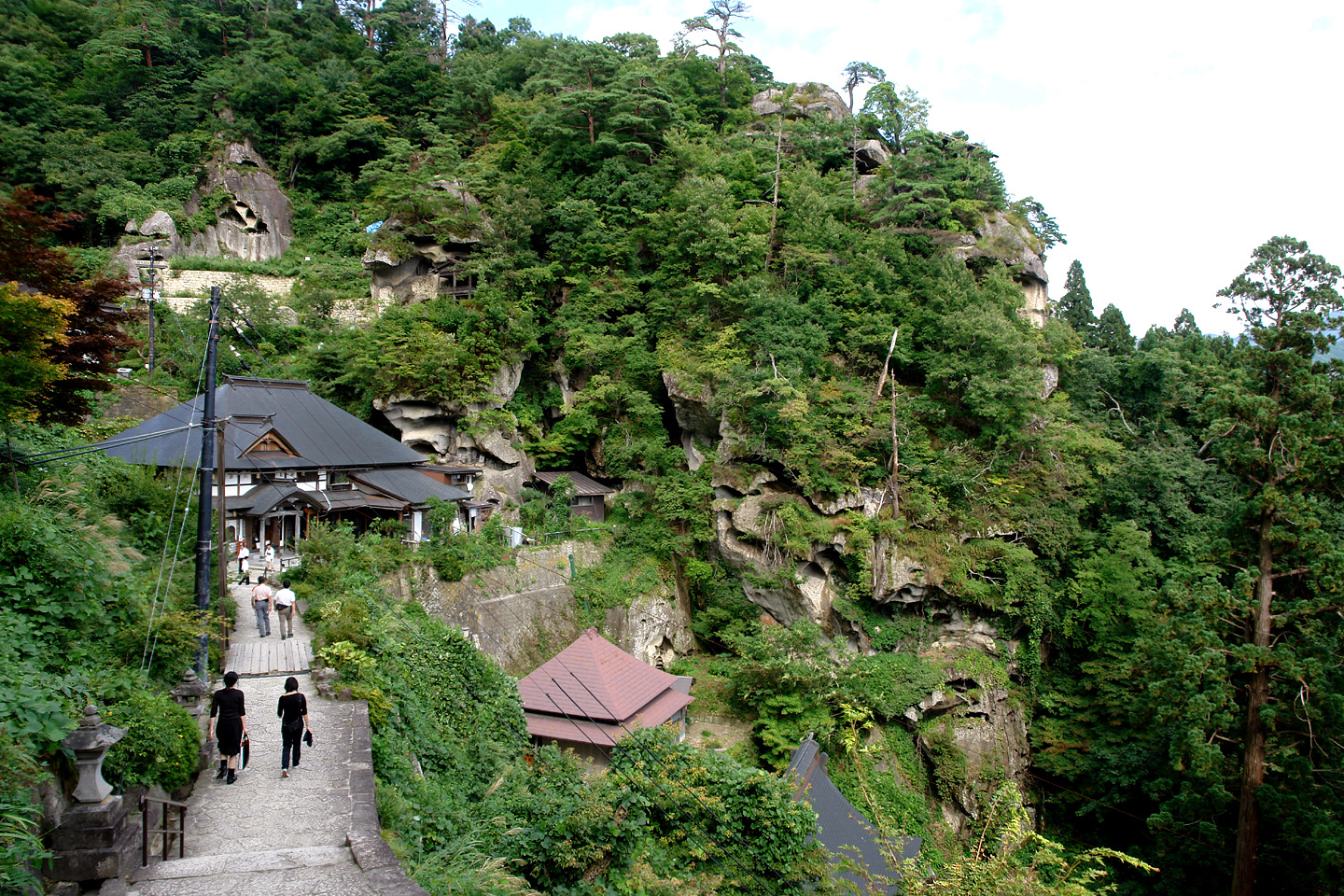
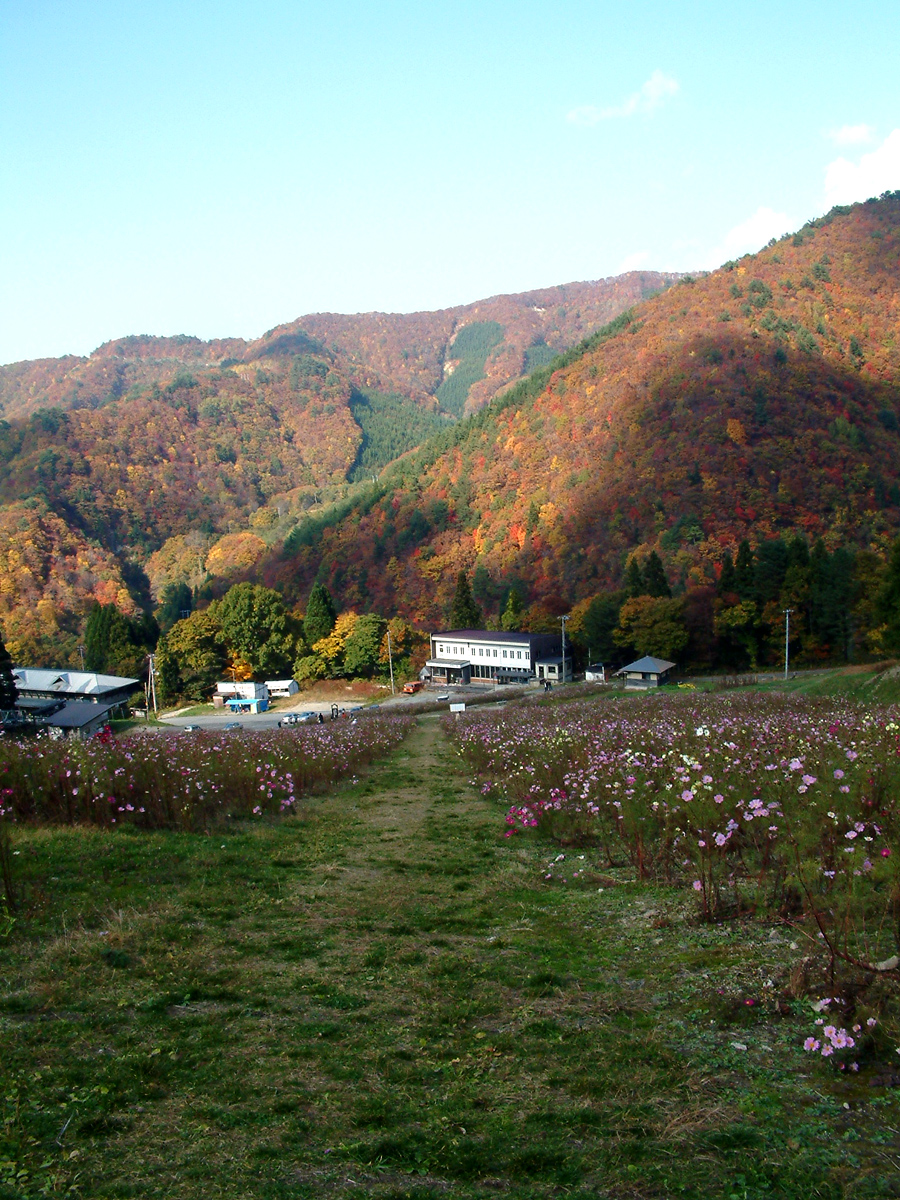

## شهرهای خواهرخوانده
- ژاپن، ایزواوشیما
- ژاپن، کامی میاگی
- اتریش، تیرول
- استرالیا، سوان هیل
- چین، جیلین
- روسیه، اولان‌اوده
- ایالات متحده آمریکا، بولدر
- ایران، خرم‌آباد[۲]